# Jules Bertaut
Pour les articles homonymes, voir Bertaut.
Joseph-Henri-Jules Bertaut, né à Bourges le 28 mars 1877 et mort le 7 octobre 1959 à Villeneuve-Loubet (Alpes-Maritimes), est un écrivain, historien et conférencier français.

## Biographie
Licencié en droit, il était employé à l'Assistance Publique.

## Prix et honneurs
L'Académie française lui a décerné en 1908 et en 1914 le prix Montyon, en 1925 le prix de Jouy, en 1953 le prix Georges Dupau et en 1958 pour l'ensemble de son œuvre le prix Broquette-Gonin (philosophie).
Il a obtenu pour l'ensemble de son œuvre le grand prix de littérature de la SGDL en 1959, année de son décès.

## Publications[3]
- Secrets d'un siècle, Amiot, 1900
- Marcel Prévost, Sansot, 1904
- Figures contemporaines : chroniqueurs et polémistes..., E. Sansot, 1906
- Balzac anecdotique, Sansot, 1908
- La littérature féminine d'aujourd'hui, Librairie des annules, 1909
- Victor Hugo, Voltaire, Louis Michaud, 1912
- La jeune fille dans la littérature française, L. Michaud, 1910
- L'Italie vue par les français, 1913
- Ce qu'était la province française avant la guerre..., La Renaissance du livre, 1918
- Le Paris d'avant-guerre, La Renaissance du livre, 1919
- Louis Barthou, E. Sansot, 1919
- Le Roman nouveau, Renaissance du Livre, 1920
- Une amitié romantique : George Sand et François Rollinat, Renaissance du livre, 1921
- Le Boulevard, Flammarion 1924
- Henry Bordeaux, son œuvre Éditions de la Nouvelle revue critique, 1924
- Villégiatures romantiques, Le Goupy, 1927
- Les belles nuits de Paris, E. Flammarion, 1927
- Égéries du XVIIIe siècle : madame Suard, madame Delille, madame Helvétius, madame Diderot, mademoiselle Quinault, Plon, 1928
- Le père Goriot de Balzac, E. Malfère, 1928
- Le Théâtre-Libre et son influence sur le théâtre français contemporain, Institut français en Portugal, 1930
- L'opinion et les mœurs. La Troisième République de 1870 à nos jours, Les Éditions de France, 1931
- La Bourse anecdotique et pittoresque, Les Éditions de France, 1933
- Paris, 1870-1935, Eyre and Spottiswoode, 1936
- Le roi bourgeois (Louis-Philippe intime), Grasset, 1936
- 1848 et la seconde république, A. Fayard, 1937
- Napoléon III secret, B. Grasset, 1939
- Madame de Genlis, B. Grasset, 1941
- La vie à Paris sous le Premier Empire, Éditions Balzac, 1943
- Le retour à la monarchie, 1815-1848, Fayard, 1943
- Talleyrand, H. Lardanchet, 1945
- Madame Tallien, Fayard 1946
- Madame Récamier, Grasset, 1947
- Visages romantiques, J. Ferenczi, 1947
- Les belles émigrées, Flammarion, 1948
- Napoléon I aux Tuileries, Hachette, 1949
- Le faubourg Saint-Germain sous l'Empire et la Restauration, Tallandier, 1949
- La Duchesse d'Abrantès, Flammarion, 1949
- La vie privée de Balzac, Hachette, 1950
- Paris à travers les âges, Hachette, 1951
- Napoléon ignoré, SFELT, 1951
- La vie privée de Chateaubriand, Hachette, 1952
- Les parisiens sous la révolution, Club international du livre, 1952
- Côte d'Azur, Hachette, 1953
- Le roi Jérôme, Flammarion, 1954
- Les dessous de la finance, Tallandier, 1954
- La vie littéraire en France au XVIIIe siècle, Tallandier, 1954
- Amoureuses et femmes galantes, Les Éditions de Lyon, 1955
- L'Impératrice Eugénie et son temps, Bibliothèque Amiot-Dumont, 1956
- Secrets d'un siècle, P. Amiot, 1957
- Les dessous de la troisième (république), Tallandier, 1959
- La reine Hortense, Bloud & Gay, 1959